# Kapetstein
Der Kapetstein (auch Capett- oder Kapitstein genannt) ist ein Findling, der im Garten eines Hauses am Südende der „Bisseler Straße“ westlich der A29 in Bissel, einem Ortsteil von Großenkneten in Niedersachsen liegt. Vor Jahren wurden an einer Seite zwei Schälchen entdeckt, die in der Bronzezeit von Menschenhand eingetieft und zu Kultritualen genutzt worden sind.
Der Stein misst 3,0 × 2,6 × 1,6 m und ist einer der größten Findlinge in der Wildeshauser Geest. Der Granit-Findling ist als Naturdenkmal geschützt. Woher der Name stammt, konnte nicht ermittelt werden. Es gibt den Hinweis auf das lateinische Wort caput = „Kopf“, aus dem im Laufe der Zeit Kapet wurde. Der Überlieferung nach ist es ein so genannter Gleitstein, das heißt Frauen mit Kinderwunsch sollen die glatte Fläche des Steins hinunterrutschen, damit ihr Anliegen erfüllt wird.